# Isidor Didion

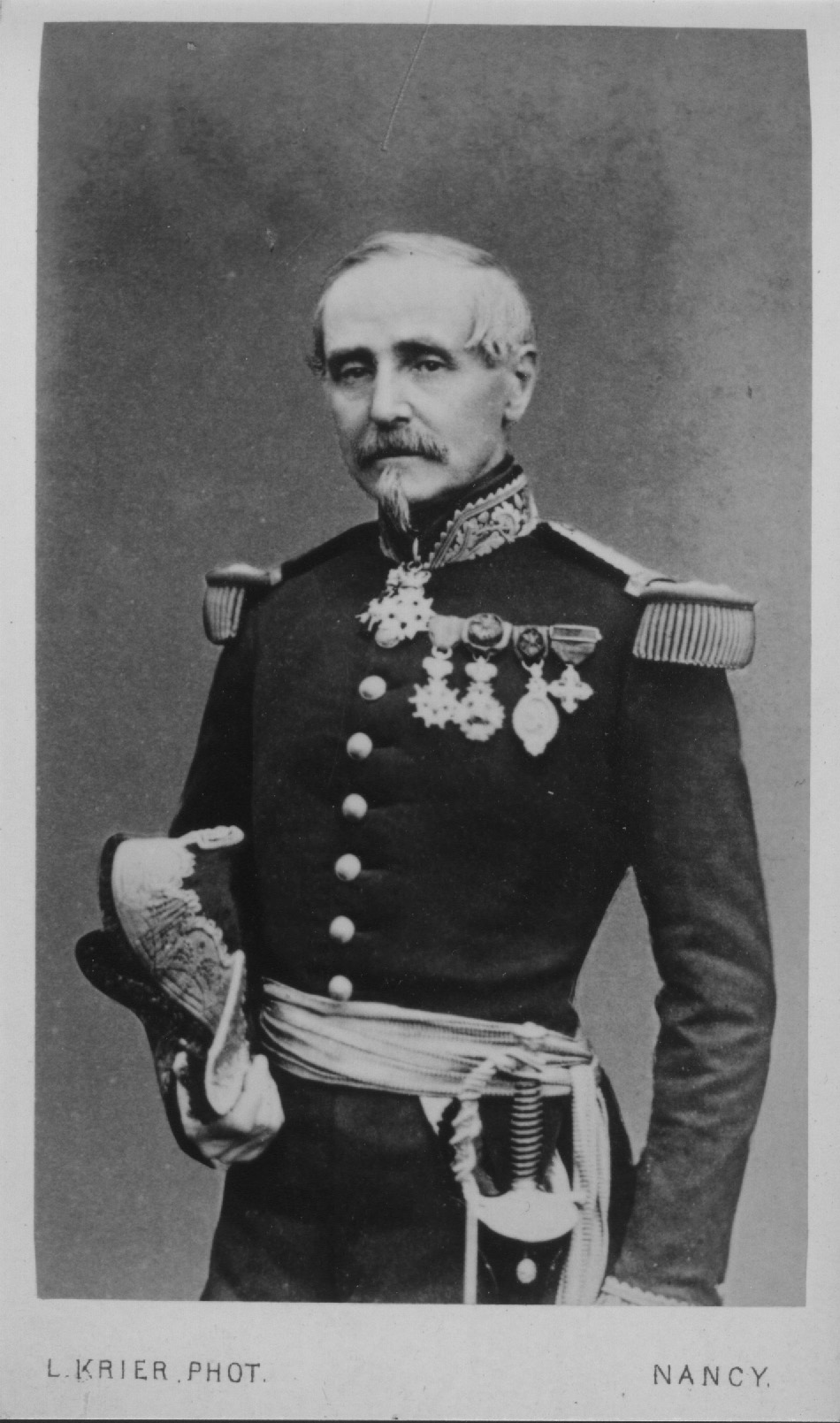
Isidor Didion (1865)

Isidor Didion (* 22. März 1798 in Thionville (dt.: Diedenhofen); † 3. Juli 1878 in Nancy) war ein französischer General.
Didion trat 1817 in die École polytechnique ein und ging 1819 als Offizier in die Applikationsschule zu Metz. 1846 erfolgte seine Ernennung zum Stabsoffizier, später wurde er Assistent der Direktion der Pulverfabriken. 1848 ernannte man ihn zum Direktor der Zündhütchen-Fabrik in Paris. Weitere Stufen seiner Karriere waren die Beförderung zum Colonel  (1854), Général de brigade (1858) und zum Kommandant der Artillerie in der 5. Militärdivision der Festung Metz. Aus dieser Position trat er 1860 in die Reserve der Generalität. Didion verfasste klassische Schriften zur Ballistik.
1873 wurde er korrespondierendes Mitglied der Académie des sciences.

## Schriften
- Exercises sur la justesse comparée du tir des balles sphériques, plates et longues. Paris (1839)
- Mémoire sur la balistique. Paris (1854)
- Cours élémentaire de balistique. Paris (1854)